# Kugluktuk
Kugluktuk (en inuinnaqtun : Qurluktuk ; en inuktitut : ᖁᕐᓗᖅᑐᖅ, « là où l'eau bouge »), anciennement connue sous le nom de Coppermine, est une communauté de plus de mille habitants située dans la région de Kitikmeot dans le territoire du Nunavut, au Canada. La ville s'étend sur les berges du golfe du Couronnement à l'embouchure de la rivière Coppermine au sud-ouest de l'île Victoria. C'est la communauté la plus occidentale du Nunavut, étant presque située sur la frontière avec les Territoires du Nord-Ouest. Kugluktuk est un important centre culturel pour les Inuits.

## Toponymie
Le nom de Kugluktuk est issu du nom de l'endroit, Qurluktuk en inuinnaqtun ou ᖁᕐᓗᖅᑐᖅ en inuktitut, ce qui signifie « là où l'eau bouge ». Ce toponyme fait référence à des rapides situées tout près de la localité, en aval des chutes Bloody. Jusqu'au 1er janvier 1996, l'endroit était connu sous le nom anglophone de Coppermine, qui signifie « mine de cuivre ». Ce nom était partagé avec la rivière Coppermine, qui a son embouchure dans le golfe du Couronnement à Kugluktuk.

## Géographie

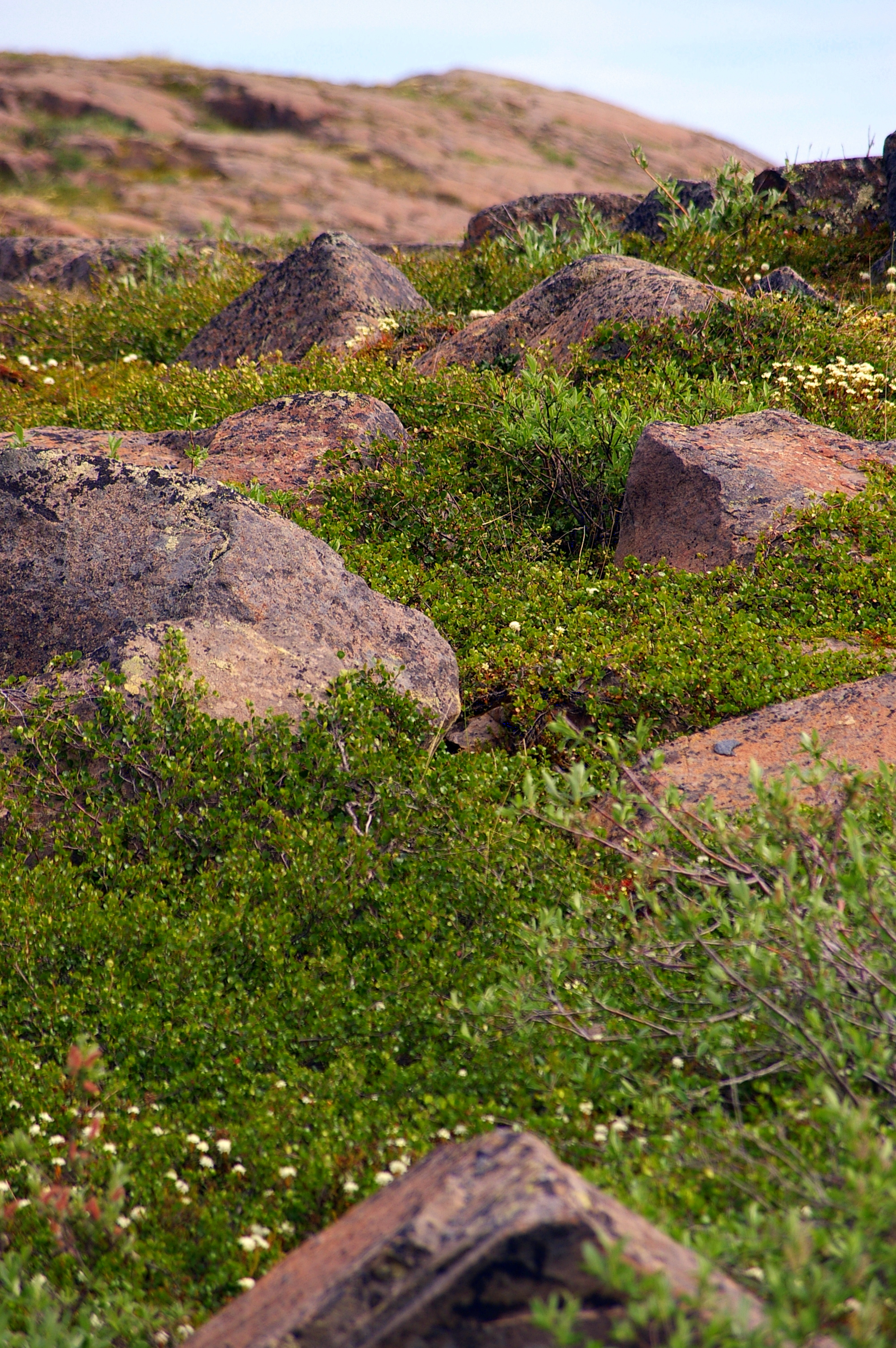
Fleurs sauvages près de Kugluktuk

Kugluktuk est situé sur les berges de l'océan Arctique, dans le Nord canadien, à l'embouchure de la rivière Coppermine dans le golfe du Couronnement. La rivière Coppermine fait partie du réseau des rivières du patrimoine canadien. La communauté est située dans la région de Kitikmeot au Nunavut. C'est en fait la localité la plus occidentale du Nunavut. Le paysage environnant est dominé par la lande rocheuse et souvent aride du bouclier canadien. Durant la saison estivale, il fait jour 24 heures sur 24.
La région a un climat polaire semi-aride. En fait, les hivers sont très froids avec peu de chutes de neige et les étés sont trop froids pour favoriser la croissance des arbres. Les arbres existant dans la région sont nains et extrêmement clairsemés. Les plantes poussant durant l'été incluent de petits arbustes, de la pelouse, de la mousse, du lichen, des bleuets, des canneberges, des fleurs variées ainsi que des pins et des bouleaux nains. La faune inclut des caribous, des phoques, des écureuils, des carcajous, des lapins, des belettes, des rats musqués, des orignaux, des renards, des loups, des grizzlys, des ours noirs, des bernaches et des canards.
Le parc territorial Kugluk/Bloody Falls est situé à 15 km à l'ouest de Kugluktuk. Ce parc comprend les chutes Bloody,. Les Inuits s'y rendent pour pêcher,.

### Climat
| Mois                                  | jan.       | fév.     | mars       | avril      | mai        | juin      | jui.      | août      | sep.      | oct.       | nov.       | déc.     | année          |
| ------------------------------------- | ---------- | -------- | ---------- | ---------- | ---------- | --------- | --------- | --------- | --------- | ---------- | ---------- | -------- | -------------- |
| Température minimale moyenne (°C)     | −31,4      | −32      | −29,8      | −21,2      | −9,2       | 1         | 6,1       | 4,8       | 0,1       | −9,8       | −22,6      | −28,6    | −14,4          |
| Température moyenne (°C)              | −27,3      | −27,7    | −25,3      | −16,3      | −5,3       | 5,5       | 10,9      | 9         | 3,3       | −6,6       | −18,7      | −24,5    | −10,3          |
| Température maximale moyenne (°C)     | −23,2      | −23,4    | −20,7      | −11,4      | −1,3       | 9,9       | 15,6      | 13,1      | 6,5       | −3,5       | −14,8      | −20,3    | −6,1           |
| Record de froid (°C) date du record   | −47,8 1947 | −50 1968 | −48,9 1955 | −43,9 1958 | −30,2 1983 | −15 1934  | −0,8 2002 | −4,4 1995 | −20 1970  | −35,4 1996 | −41,1 1948 | −45 1937 | −50 2/2/1968   |
| Record de chaleur (°C) date du record | 0,8 1981   | 1,1 1943 | 0 1949     | 9,8 2010   | 23,3 1952  | 32,5 2013 | 34,9 1989 | 30,3 2013 | 26,1 1957 | 13,9 1943  | 4,4 1970   | 4,4 1934 | 34,9 15/7/1989 |
| Ensoleillement (h)                    | 17,8       | 77,3     | 160,3      | 233,3      | 246,7      | 375       | 341,6     | 207,7     | 91,1      | 51,2       | 19,6       | 0,2      | 1 821,7        |
| Précipitations (mm)                   | 10,4       | 8,4      | 9,9        | 10         | 14,6       | 16,6      | 44,5      | 45,1      | 37,8      | 26,5       | 13         | 10,4     | 247,2          |
| dont neige (cm)                       | 19,6       | 16,3     | 19,4       | 18,2       | 16,2       | 2,1       | 0         | 0,2       | 7,7       | 35         | 25,5       | 21,9     | 182,1          |
| Nombre de jours avec précipitations   | 8,9        | 8,7      | 10         | 8,2        | 7,5        | 7,6       | 11,5      | 13,3      | 12,8      | 14,3       | 11,1       | 9,7      | 123,4          |
| Humidité relative (%)                 | 76,7       | 75,1     | 77,5       | 82,3       | 83,1       | 70,2      | 64,8      | 69,8      | 75,5      | 84,7       | 80,9       | 77,8     | 76,5           |
| Nombre de jours avec neige            | 10,5       | 10,1     | 11,6       | 9,5        | 7,2        | 1,3       | 0,1       | 0,2       | 3,7       | 14,5       | 13,4       | 11,6     | 93,6           |

| Diagramme climatique                                  |             |               |              |              |          |             |             |            |              |              |                |
| J                                                     | F           | M             | A            | M            | J        | J           | A           | S          | O            | N            | D              |
| −23,2−31,410,4                                        | −23,4−328,4 | −20,7−29,89,9 | −11,4−21,210 | −1,3−9,214,6 | 9,9116,6 | 15,66,144,5 | 13,14,845,1 | 6,50,137,8 | −3,5−9,826,5 | −14,8−22,613 | −20,3−28,610,4 |
| Moyennes : • Temp. maxi et mini °C • Précipitation mm |             |               |              |              |          |             |             |            |              |              |                |

## Démographie

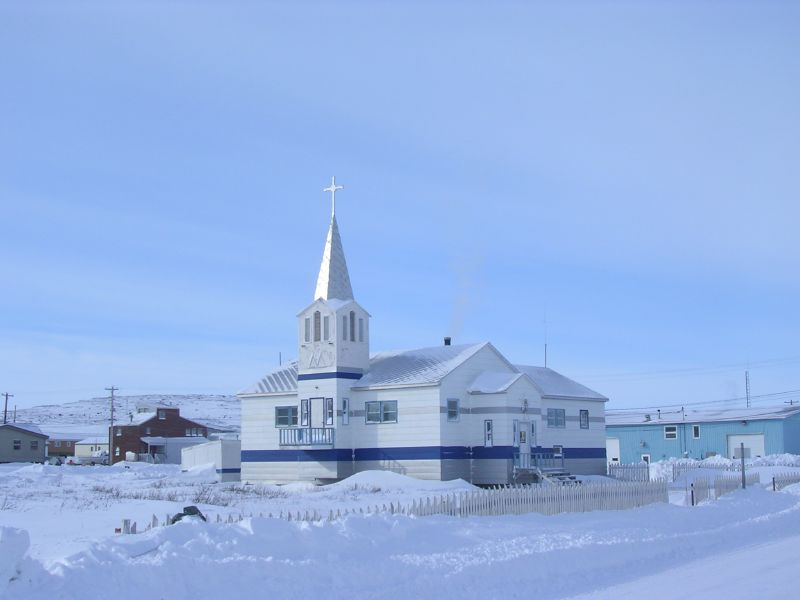
Église catholique romaine de Kugluktuk

Selon Statistiques Canada, la population de Kugluktuk était de 1 302 habitants en 2006. Celle-ci a connu une croissance démographique de 7,4 % entre 2001 et 2006. En effet, la population y était de 1 212 habitants en 2001. L'âge médian de la population de Kugluktuk est de 24 ans.
Le nombre total de logements privés à Kugluktuk est de 407. Cependant, seulement 359 de ces logements sont occupés par des résidents permanents. 60 % des logements sont des maisons individuelles alors que 31 % sont des maisons en rangée et 8 % des maisons jumelées.
Selon Statistiques Canada, 1,2 % de la population de Kugluktuk est issue de l'immigration. Les immigrants de Kugluktuk sont répartis à parts égales entre l'immigration récente, entre 2001 et 2006, et l'immigration avant 1991. 68 % de la population de Kugluktuk a l'anglais comme langue maternelle, le reste ayant une autre langue que l'anglais ou le français. 1,5 % de la population maîtrise les deux langues officielles du Canada tandis que 0,8 % ne maîtrise que le français ; la majorité ne maîtrisant que l'anglais. 8,8 % de la population utilise une autre langue que le français ou l'anglais à la maison. Selon Statistiques Canada, 91,9 % de la population de Kugluktuk possède une identité autochtone.
Le taux de chômage dans la communauté était de 22,2 % en 2006. Le revenu médian des gens âgés de 15 ans et plus était de 18 336 $ en 2005.
61,5 % de la population de 15 ans et plus de Kugluktuk ne possède aucun diplôme d'éducation. 20,1 % de cette population n'a que le diplôme d'études secondaires ou professionnelles. 6,1 % de cette population possède un diplôme de niveau universitaire. 5,4 % des diplômés de Kugluktuk ont effectué leurs études à l'extérieur du Canada. Les deux principaux domaines d'études sont « l'architecture, le génie et les services connexes » ainsi que « le commerce, la gestion et l'administration publique ».
| 2001  | 2006  | 2011  | 2016  |
| ----- | ----- | ----- | ----- |
| 1 212 | 1 302 | 1 450 | 1 491 |

## Histoire
La région de Kugluktuk et du parc territorial est l'un des seuls endroits où les Inuits et les Dénés ont une histoire commune,. En effet, les deux peuples venaient chasser et pêcher dans la région entourant les chutes. D'ailleurs, des maisons hivernales de la culture de Thulé vieilles de plus de 500 ans sont toujours présentes dans la région. Cependant, d'autres découvertes archéologiques montrent que l'endroit est habité depuis 3 500 ans. La rivière Coppermine à la hauteur de Kugluktuk était utilisée par les explorateurs européens et les marchands de fourrures canadiens. D'ailleurs, les dépôts de cuivre le long de la rivière attirèrent plusieurs explorateurs. Le 17 juillet 1771, l'endroit fut le lieu du massacre des chutes Bloody (en) alors qu'un groupe de guides dénés de l'explorateur Samuel Hearne massacrèrent un groupe d'Inuits du cuivre campant aux chutes. L'expédition Coppermine atteint le lieu en 1820.
En 1982 se tînt le plébiscite de division des Territoires du Nord-Ouest. Bien que 80 % de la population de ce qui est maintenant le Nunavut vota en faveur de la division, Kugluktuk, alors appelée Coppermine, est l'une des deux seules communautés, avec Ikaluktutiak (Cambridge Bay), à voter contre.

## Vivre à Kugluktuk

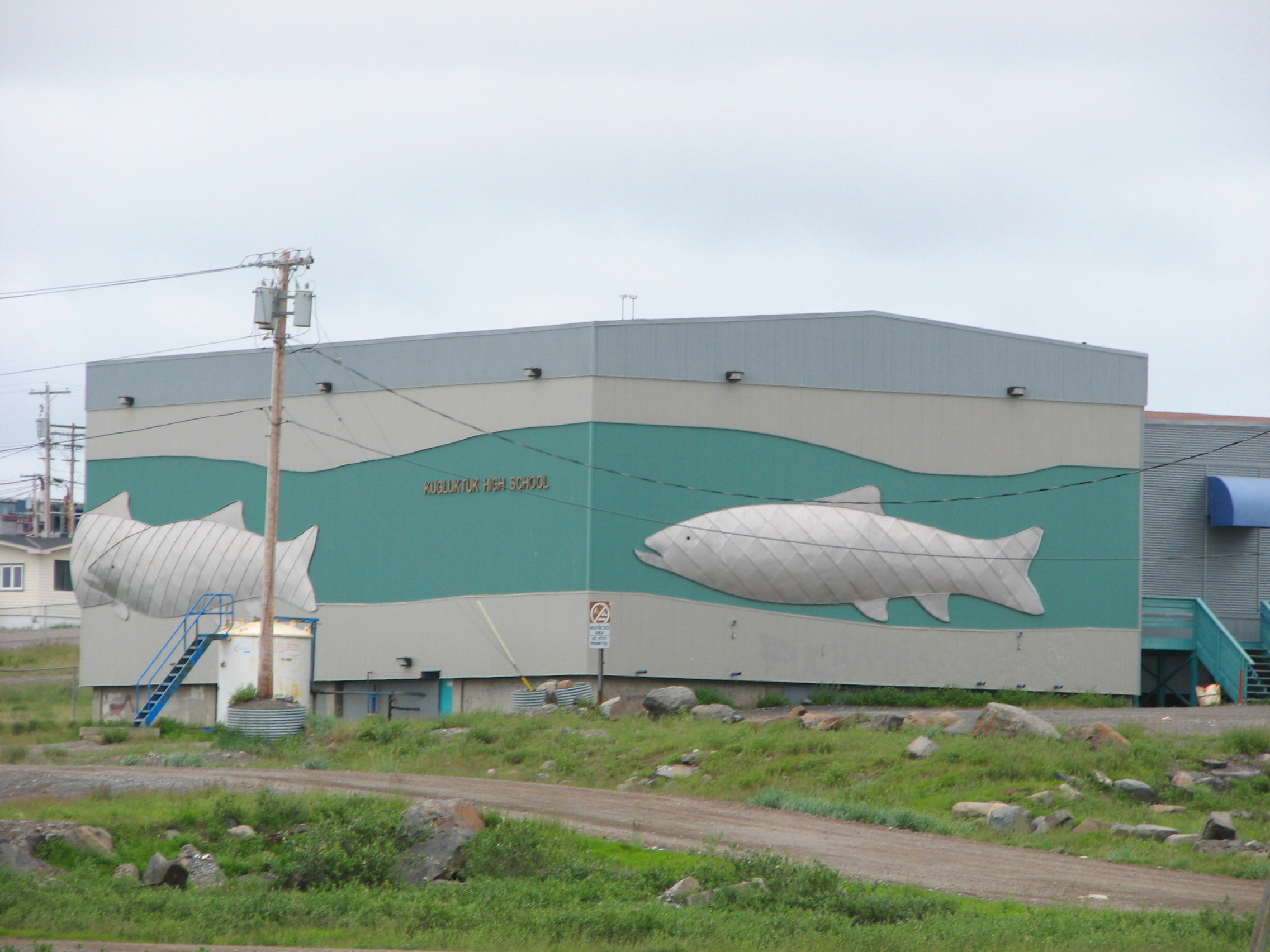
Kugluktuk High School

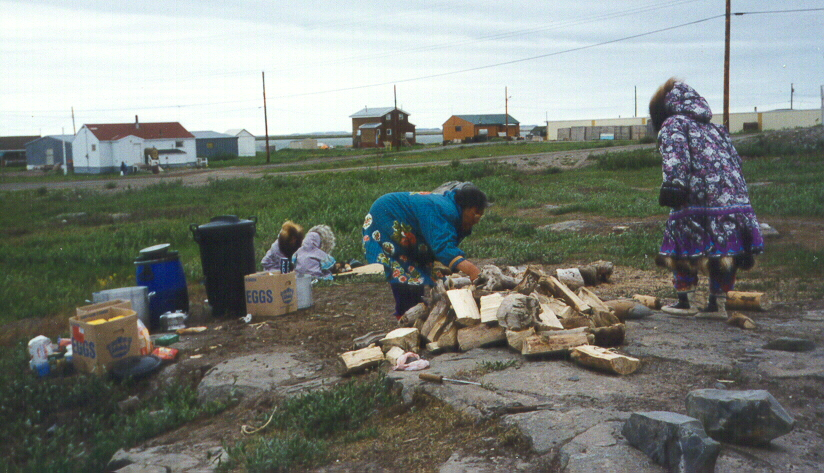
Femmes inuites se préparant à faire de la bannique, une sorte de pain, à Kugluktuk

La communauté de Kugluktuk dispose des services se retrouvant habituellement dans les communautés plus au sud tels qu'un bureau de Postes Canada, un épicerie de The North West Company (en), une coopérative de consommation, une infirmerie, une station-service et une bibliothèque. Il y a deux écoles : la Kugluktuk High School et la Jimmy Hikok Ilihakvik. Kugluktuk possède aussi l'aéroport de Kugluktuk. La localité héberge aussi des bureaux administratifs pour le hameau et pour le gouvernement en plus d'une station de la Gendarmerie royale du Canada. Il y a également deux hôtels. Aucun chemin de Kugluktuk n'est pavé.
Du côté des loisirs, Kugluktuk comprend une association de chasseurs et de trappeurs, une arcade ainsi qu'un complexe sportif comprenant une patinoire pour le hockey et pour le curling. De plus, l'été, un parcours de golf de 18 trous est aménagé le long de l'océan Arctique,. Il y a également un demi-terrain de basketball et un terrain de baseball. Les loisirs préférés des habitants de Kugluktuk demeurent néanmoins la chasse et la pêche dont la pêche sur glace.
Au printemps se tient une célébration d'une durée d'une semaine, nommée Nattiq Frolic's en anglais, qui est l'occasion de plusieurs festivités,. Celles-ci incluent de la danse et des jeux traditionnels inuits ainsi que de la chasse aux phoques. C'est aussi l'occasion de courses de motoneiges.
Les habitants de Kugluktuk se nourrissent principalement de nourriture sauvage. La plus populaire étant la viande de caribou qui est apprêtée de diverses façons : en soupe, en ragoût, en quaq (viande crue gelée) et en mipku (viande séchée). L'alimentation des habitants de Kugluktuk comprend également beaucoup de poissons et de phoques. Ils se nourrissent également de bernaches, de canards et d'écureuils.

## Culture
Kugluktuk est un important centre culturel pour les Inuits. En effet, la communauté héberge le Kugluktuk Heritage Centre qui présente l'histoire de la région et les traditions inuites comme la fabrication d'igloos et la confection de poupées à la main. Kugluktuk est également un centre important pour les arts, surtout la sculpture,.